# Cyclaspis simonae
Cyclaspis simonae är en kräftdjursart som beskrevs av Petrescu, Illiffe, Sarbu 1993. Cyclaspis simonae ingår i släktet Cyclaspis och familjen Bodotriidae. Inga underarter finns listade i Catalogue of Life.